# Sueño de nieve
El «sueño de nieve» de Hans Castorp es uno de los puntos álgidos en la novela La montaña mágica (1924) de Thomas Mann, siendo en sí mismo un sainete. Su inclusión contradice el tema de la decadencia que impregna el resto de la novela, además, se despide de un tema literario que había empleado hasta el momento con frecuencia: la «simpatía por la muerte».
Thomas Mann calificó La montaña mágica como la transición a la segunda parte de su obra, que incluye José y sus hermanos, la novela Carlota en Weimar, Doctor Faustus, además de Confesiones del estafador Félix Krull.

## La tormenta de nieve
El protagonista de la historia es Hans Castorp, un joven de Hamburgo y paciente en un sanatorio para enfermos del pulmón en Davos. Durante el segundo invierno que Castorp pasa en el sanatorio, cae una enorme nevada, y el protagonista, deseoso de entrar en contacto con la naturaleza, decide adquirir unos esquíes, y, así equipado, emprende una serie de excursiones por los valles cercanos. 
Durante una de ellas, buscando intencionadamente el peligro de la «blanca nada» del paisaje nevado, que ejerce sobre él una romántica atracción, Hans Castorp se ve atrapado en una tormenta de nieve. Debe refugiarse del viento junto a una cabaña solitaria, en la que no consigue entrar. Bebe un trago de oporto. El efecto de la bebida, junto con el del esfuerzo al que no está acostumbrado, le causa un extraño sueño.
El sueño se divide en dos partes: en imágenes escénicas y seguidamente en un monólogo interior, en el que Castorp reflexiona sobre las escenas soñadas. Thomas Mann distingue entre «sueño de imágenes» y «sueño de pensamientos».

## El sueño

### Cuatro escenas míticas
La primera escena podría tener el título de «Patria»: Hans Castorp ve mecerse en el viento árboles mostrando el follaje en plena floración. Respira su olor y piensa: «Oh, olor de la patria, perfume y plenitud de la llanura, largamente extrañado.» Llueve y aparece un arco iris, que introduce un cambio de escena.
«Campiña paradisíaca», así podría titularse la segunda escena: el paisaje se abre en una amplitud creciente. Aparece la costa y una bahía maravillosa, una felicidad de luz y de profunda limpieza de cielo. El lugar está poblado por jóvenes de ambos sexos: hijos del sol y el mar. Son jóvenes hermosos que se entretienen con sus caballos y practican el tiro con arco. Hermosas muchachas hacen música y bailan. Hans Castorp está profundamente impresionado por la amabilidad y la deferencia con la que se tratan, serios y alegres por igual, en prudente devoción.
Seguidamente su mirada recae en una madre que da el pecho a un niño. Los que pasan a su lado doblan la rodilla ligeramente, como hacen los visitantes en la iglesia cuando pasan por delante del altar. La figura de la madre y la deferencia que le muestran los pasantes recuerda a una representación de la Virgen. Aparte, un hermoso joven, cuyo corte de pelo recuerda a un casco, con los brazos cruzados. Mira una y otra vez a Hans Castorp y la escena de la playa. Finalmente mira más allá de Hans Castorp, al infinito. Su cara cambia, cada vez se hace más seria, se petrifica y adquiere un insondable y mortal hermetismo. Es Hermes, al que Thomas Mann hace aparecer de nuevo, tal como ya lo hizo en La muerte en Venecia. Entre los deberes de esta deidad también se encontraba acompañar las almas al mundo de los muertos. En vista del mortal hermetismo, Hans Castorp se asusta, teniendo una vaga idea de su sentido.
Castorp mira hacia atrás. Se abre la tercera escena. Hans Castorp se encuentra ante las columnas de un antiguo templo. Accede a él y se encuentra con una escultura de grupo: madre e hija, al parecer. Mirando la escultura, el corazón de Castorp, por razones oscuras, se ensombrece con miedo y lleno de presentimientos. La interpretación de Thomas Mann ve en las figuras a Perséfone y Deméter, con lo que la tercera escena se revela como el Hades. La escena paradisíaca da una impresión religiosa al lector. El templo lleva a la esfera anterior a la religión, a la del mito.
A través de una puerta abierta, Hans Castorp mira hacia el interior de la cámara del templo. Es la cuarta escena. Castorp se enfrenta a la naturaleza personificada: dos mujeres grises y despeinadas, medio desnudas, con pechos colgantes de bruja y pezones largos como un dedo, despedazan y se comen a un niño pequeño que está siendo cocinado sobre el fuego. Son la alegoría de la naturaleza que da Thomas Mann. Con horror, Hans Castorp se despierta, pero vuelve a dormirse enseguida. Sin conseguir dormir tan profundamente como la vez anterior, continúa soñando, ahora ya no en imágenes, sino en pensamientos.
Con el sueño de imágenes, Thomas Mann retoma el mito de la Nekya. Describe el paso de un mortal por el mundo de los muertos. Hacia el final de su periplo, Ulises termina en el Hades. El undécimo canto de la Odisea, que cuenta ese hecho, se titula Nekya.
La secuencia de escenas «patria», «campos paradisíacos», «Hades» y «naturaleza» ilustran una visión mítica, un descenso a los orígenes. Thomas Mann sigue en este camino la filosofía de Arthur Schopenhauer, la primacía de la voluntad, según el que la voluntad y la naturaleza son las bases de la imaginación y el intelecto.

### Vida y muerte
En la primera página, Thomas Mann llama a su protagonista Hans Castorp un joven simple. En la última página dice «[...] porque tu eras simple». Pero a su vuelta de Hades, Castorp consigue en su duermevela conocimientos profundos. Reconoce que la vida y la muerte deben contemplarse conjuntamente. Quien reconoce el cuerpo, la vida, reconoce la muerte; y viceversa, todo interés por la muerte y la enfermedad es una señal de interés por la vida.
Hans Castorp interpreta él mismo su sueño. Los hombres amables y respetuosos tienen tantas deferencias unos con otros precisamente a la vista de la crueldad que ocurre en el templo. Lo que se expresa es el punto de vista de Thomas Mann sobre la raíz del civismo humano.

### Amor y muerte
La antinomia de Thomas Mann sobre la naturaleza y la mente desaparece solo en esta parte del libro. Hans Castorp se pregunta: «Mente y naturaleza, ¿son contradictorios? Pregunto: ¿son preguntas? No, no son preguntas». También rechaza el nexo poético entre el amor y la muerte: «Amor y muerte, son una mala rima, ¡una rima de mal gusto, equivocada!».
Sin embargo, en el capítulo Fülle des Wohllauts, hacia el final de la novela, Thomas Mann presenta algunos de los discos preferidos por Castorp, entre los que se encuentra Aida. En el dueto final, en el que Aida y Radamés se unen en el amor y la muerte, Castorp se emociona profundamente y está muy lejos de reconocer una «mala rima».

### Arte y muerte
Las expectoraciones personales del sueño de pensamientos están codificadas, pero siguen siendo mensajes. Por ejemplo el posicionamiento de Thomas Mann como artista. «El ser humano es señor de las contradicciones», dice Hans Castorp. Pero solo como artista es señor de las contradicciones. A la concepción de Thomas Mann del artista pertenece el hecho de que el arte hace de la bipolaridad de la realidad, el «o bien lo uno, o bien lo otro», en un «lo uno y lo otro». Que el arte mantiene las contradicciones y las reconcilia a través de la creación estética. Llama «paradoja artística» a la simultaneidad de efectos o contenidos contrarios.
Thomas Mann ve al Homo Dei en el poeta. Su posición está entre la razón y la locura —al igual que el estado está entre comunidad mística e individualismo. En su alabanza al poeta como Homo Dei, Thomas Mann sigue a Goethe.
El ser humano es «más noble que la muerte, demasiado noble para este —es la libertad de su mente. Más noble que la vida, esa es la virtud de su corazón». Esto solo tiene sentido si se coloca de nuevo en el lugar del «ser humano» al «artista» y en lugar de «muerte» el «suicidio». El artista es «más noble que la muerte, demasiado noble para este —es la libertad de su mente», ya que sabe que su obra lo convierte en inmortal. Thomas Mann rechaza la alternativa que es la muerte a favor de la obra, de la obra inacabada de su vida. El hombre «más noble que la vida» dice: yo, artista e hijo de un senador de Lübeck, todo mi ser pensado para la representación, considero la castidad («devoción» en mi corazón) más «noble» que el vivir mis tendencias homoeróticas.

## El trasfondo cultural

### Fin de siècle
Thomas Mann denominó la concepción de La montaña mágica «archirromántica» (erzromantisch) y perteneciente a la literatura decadentista. El tema de la decadencia es retomado en su obra Doktor Faustus (1947): «yo escribo siempre historias de decadencia». En Doktor Faustus, un artista consigue la creación genial solo después de entrar en un estado febril causado por una encefalitis sifilítica. El «genio a gracias a la enfermedad» es un tema típicamente decadentista. También en La montaña mágica se describe la enfermedad y la proximidad de la muerte como el camino genial hacia la vida.
Leitmotiv de La montaña mágica es la «simpatía por la muerte». De ello se despide Thomas Mann en el capítulo Nieve con una intención, la única frase impresa en cursiva en todo el libro: «En nombre de la bondad y del amor el hombre no debe dejar que la muerte reine sobre sus pensamientos». Son los pensamientos soñados por el protagonista, el joven Hans Castorp, que sin embargo olvida de nuevo. Con ello el capítulo nieve se convierte en una inclusión, en un relato dentro de otro. La historia soñada no vuelve a relacionarse con la trama siguiente.
La fórmula «simpatía por la muerte» se encuentra por primera vez en una carta de 1913 a su hermano Heinrich Mann: «una creciente simpatía por la muerte, profundamente engranada en mi». Unas frases antes escribe: «si sólo fueran tan buenas las ganas y la fuerza para trabajar. Pero el interior: el siempre amenazante agotamiento, escrúpulos, cansancio, duda, una herida y debilidad, que cada ataque me estremece hasta la raíz». Con respecto al invierno pasado, cuenta de «depresiones de tipo realmente grave, con planes completamente serios para deshacerse de uno mismo».

### Decadencia
En 1921, Thomas Mann escribe al germanista Philipp Witkop, «esta extravagante novela de iniciación, de hecho, de nuevo tampoco sale de la decadencia». La decadencia y la romántica «simpatía por la muerte» habían pasado de moda tras el cambio de época que se había producido tras la Primera Guerra Mundial y Thomas Mann no quería quedarse atrás. Pero tampoco quería abandonar la novela La montaña mágica, que ya había comenzado en 1912. Esa debe ser una de las razones de la esforzada y detallada retracción que aparece en el capítulo Nieve.

### Romanticismo de la muerte y sí a la vida
Cifrado, este capítulo, creado en 1923 cuando tenía 48 años, contiene una decisión vital del autor Thomas Mann: la superación de los pensamientos suicidas que lo habían plagado periódicamente con la «orden vital» de no dar a la muerte poder sobre su pensamiento.
La montaña mágica se escribió entre 1912 y 1924, pero con largas interrupciones debidas a ensayos escritos por el autor. Inicialmente Mann había pensado hacer una novela corta, quería escribir algo alegre después de haber finalizado La muerte en Venecia, una parodia de la fascinación por la muerte. Tras 1918 amplía el concepto con el tema «romanticismo de la muerte y sí a la vida» (Todesromantik plus Lebensja). «Se trata finalmente de una crítica y una superación del romanticismo entendido como la fascinación por la muerte y de un nuevo sentimiento humanitario». A pesar de todo, la atracción romántico-depravada por la muerte —en una mezcla de humor y horror— permanece como la tendencia básica de la novela.
El germanista Michael Neumann afirma que «esta novela es como la cabeza de Jano, que tiene dos caras que miran en direcciones contrarias». El capítulo Nieve es, contemplado por sí mismo, gran literatura, pero permanece una inclusión. Su fin lo logra con el interludio: Thomas Mann puede describir la atracción por la muerte en la novela, pero con esta retracción consigue rechazar el romanticismo y el decadentismo como anticuados.

## La identidad secreta del autor y el héroe de la fábula
Al final del sueño de pensamiento, Hans Castorp se da la orden vital (E. Heftrich) de no dar más poder sobre sus pensamientos a la muerte. Con ello despierta, puesto que con ello ha terminado de soñar. La tormenta ha amainado. Hans Castorp vuelve al valle, al sanatorio. E incluso durante la cena esa noche comienzan a palidecer sus recuerdos. No es él quien ha soñado, sino su autor. Durante algunas páginas, el autor, Thomas Mann, ha tomado prestados la persona y el habla de joven Castorp, se ha hospedado en el héroe de la fábula.
En 1925, durante una charla dada por su 50 cumpleaños, Thomas Mann dice:

Si tengo un deseo para la fama posterior de mi obra, es que se diga que ama a la vida, a pesar de que sabe de la muerte. Si, está unida a la muerte, sabe de ella, pero quiere bien a la vida. Existen dos tipos de amor a la vida: una, que no sabe de la muerte; esa es bien simple y robusta, y otra, que sabe de ella, y sólo esa, digo, tiene pleno valor moral. Es el amor a la vida de los artistas, poetas y escritores.
Thomas Mann